# Le Voyage de Gulliver à Lilliput et chez les géants
Pour les articles homonymes, voir Les Voyages de Gulliver (homonymie).
Pour plus de détails, voir Fiche technique et Distribution.
Le Voyage de Gulliver à Lilliput et chez les géants  est un film réalisé par Georges Méliès, sorti en 1902.

## Argument
Le film est une adaptation du roman Les Voyages de Gulliver, de Jonathan Swift.
Gulliver arrive de nuit chez les lilliputiens. À son réveil, il est enchaîné et les Lilliputiens lui décochent des flèches. Il ne tarde pas à devenir leur ami et les meilleurs cuisiniers s'empressent autour de lui. Alors que le roi vient lui rendre visite, il éteint un incendie avec une bouteille d'eau gazéifiée. Chez les géants, on joue aux cartes. Gulliver sort du mouchoir de la reine. Trop petit, il n'arrive pas à se faire entendre. Il grimpe à une échelle pour se faire comprendre de la princesse. Elle rit et d'un geste de la main, le fait tomber... dans une tasse de café.